# Modern Family (1.ª temporada)
A primeira temporada da série de televisão de comédia Modern Family foi encomendada pela American Broadcasting Company (ABC) em 7 de maio de 2009, estreou em 23 de setembro de 2009 e foi finalizada em 19 de maio de 2010, contando com 24 episódios. A temporada foi produzida pela 20th Century Fox Television em associação com a Lloyd-Levitan Productions, com os criadores da série Christopher Lloyd e Steven Levitan como showrunners e produtores executivos. A temporada foi ao ar na temporada de transmissão de 2009-10 às noites de quarta-feira às 21h00, horário do leste dos EUA.
A primeira temporada estrela Ed O'Neill como Jay Pritchett, Sofía Vergara como Gloria Delgado-Pritchett, Julie Bowen como Claire Dunphy, Ty Burrell como Phil Dunphy, Jesse Tyler Ferguson como Mitchell Pritchett, Eric Stonestreet como Cameron Tucker, Sarah Hyland como Haley Dunphy, Ariel Winter como Alex Dunphy, Nolan Gould como Luke Dunphy e Rico Rodriguez como Manny Delgado.
A temporada terminou com uma audiência média de de 9.49 milhões de telespectadores e ficou classificada em 36.º lugar na audiência total e classificada em 21.º no grupo demográfico de 18 a 49 anos. A temporada foi aclamada pela maioria dos críticos, muitos dos quais a consideraram o melhor novo programa de 2009. O episódio "Fizbo" recebeu críticas extremamente positivas dos críticos, com BuddyTV nomeando-o como o segundo melhor programa de 2009. Foi nomeado para 14 Emmy Awards; oito Primetime Emmy Awards e seis Creative Arts Emmy Awards, o maior número de indicações para uma série de comédia, atrás de Glee e 30 Rock.

## Elenco e personagens

### Principal
- Ed O'Neill como Jay Pritchett
- Sofía Vergara como Gloria Delgado-Pritchett
- Julie Bowen como Claire Dunphy
- Ty Burrell como Phil Dunphy
- Jesse Tyler Ferguson como Mitchell Pritchett
- Eric Stonestreet como Cameron Tucker
- Sarah Hyland como Haley Dunphy
- Ariel Winter como Alex Dunphy
- Nolan Gould como Luke Dunphy
- Rico Rodriguez como Manny Delgado

### Recorrente
- Ella e Jaden Hiller como Lily Tucker-Pritchett.
- Reid Ewing como Dylan Marshall
- Jeremy Scott Johnson como Andrew

### Participações
- Shelley Long como DeDe Pritchett
- Edward Norton como Izzy LaFontaine
- Benjamin Bratt como Javier Delgado
- David Brenner como ele mesmo
- Elizabeth Banks como Sal
- Chazz Palminteri como Shorty
- Kristen Schaal como Whitney
- Minnie Driver como Valerie
- Judy Greer como Denise
- Bruce Altman como Sr. Jennings
- Justin Kirk como Charlie Bingham
- Kobe Bryant como ele mesmo
- Fred Willard como Frank Dunphy
- Tom Finney como Robby
- Eric Lange como Stupak
- Brandy Ledford como Desiree

## Episódios
| N.º geral | N.º na temp. | Título               | Dirigido por    | Escrito por                                                                           | Exibição original       | Cód. de produção | Audiência (milhões) |
| --- | ------------ | -------------------- | --------------- | ------------------------------------------------------------------------------------- | ----------------------- | ---------------- | ------------------- |
| 1 | 1            | "Pilot"              | Jason Winer     | Steven Levitan & Christopher Lloyd                                                    | 23 de setembro de 2009  | 1ARG79           | 12.60               |
| A família de Jay tenta funcionar apesar da diferença de idade entre ele e sua segunda esposa, Gloria. A família de Claire e Phil tenta punir seu filho e vigiar sua filha mais velha e seu novo namorado. Mitchell tenta esconder de sua família que ele e seu parceiro Cameron acabaram de adotar uma filha bebê do Vietnã até que Cameron convida a família de Mitchell sem consultá-lo (que é revelado ser as outras duas famílias, Jay sendo o pai de Mitchell e Claire sendo a irmã mais velha de Mitchell). |              |                      |                 |                                                                                       |                         |                  |                     |
| 2 | 2            | "The Bicycle Thief"  | Jason Winer     | Bill Wrubel                                                                           | 30 de setembro de 2009  | 1ARG02           | 9.99                |
| Jay tenta mostrar ao enteado que pode ser um bom pai; Phil tenta ensinar uma lição a seu filho roubando sua bicicleta, mas tem problemas quando descobre que pegou a bicicleta errada; e Cameron e Mitchell trazem Lily para um grupo de brincadeiras e tentam agir com franqueza. |              |                      |                 |                                                                                       |                         |                  |                     |
| 3 | 3            | "Come Fly with Me"   | Reginald Hudlin | Dan O'Shannon                                                                         | 7 de outubro de 2009    | 1ARG04           | 8.82                |
| Jay tenta passar algum tempo sozinho com seu modelo de avião, mas Phil arruina isso; Alex e Gloria vão a um shopping e Gloria tenta convencer Alex a usar um vestido para um casamento; Mitchell vai para a Costco pela primeira vez na vida. |              |                      |                 |                                                                                       |                         |                  |                     |
| 4 | 4            | "The Incident"       | Jason Winer     | Steven Levitan                                                                        | 14 de outubro de 2009   | 1ARG05           | 9.35                |
| A mãe de Mitchell e Claire visita a família meses depois de envergonhar Jay e Gloria na frente de sua família durante o casamento. Phil e Claire tentam julgar se o namorado de Haley, Dylan, é aceitável para levá-la a um show ou não. Mitchell vai à casa do pai avisar que estão convidando a ex-mulher para uma festa, mas não conta para Glória. Participação especial: Shelley Long |              |                      |                 |                                                                                       |                         |                  |                     |
| 5 | 5            | "Coal Digger"        | Jason Winer     | Christopher Lloyd                                                                     | 21 de outubro de 2009   | 1ARG03           | 8.66                |
| Manny e Luke brigam na escola. A família se reúne na casa de Jay e Gloria para assistir ao futebol. Claire e Gloria brigam. |              |                      |                 |                                                                                       |                         |                  |                     |
| 6 | 6            | "Run for Your Wife"  | Jason Winer     | Paul Corrigan & Brad Walsh                                                            | 28 de outubro de 2009   | 1ARG01           | 9.32                |
| É o primeiro dia de aula e Jay e Gloria brigam por causa da roupa de Manny. Enquanto as crianças estão na escola, Claire quer um momento de silêncio, mas Phil tem outras ideias. Mitchell e Cameron enlouquecem com um pequeno incidente com Lily. |              |                      |                 |                                                                                       |                         |                  |                     |
| 7 | 7            | "En Garde"           | Randall Einhorn | Danny Zuker                                                                           | 4 de novembro de 2009   | 1ARG06           | 8.77                |
| Manny estuda esgrima e é muito talentoso. Jay tem muito orgulho de Manny, o que desperta ressentimento em Mitchell. Esses sentimentos levam Mitchell a confrontar Claire sobre algo de seu passado. |              |                      |                 |                                                                                       |                         |                  |                     |
| 8 | 8            | "Great Expectations" | Jason Winer     | Joe Lawson                                                                            | 18 de novembro de 2009  | 1ARG07           | 9.16                |
| É o aniversário de Claire e Phil e Jay está com os netos esta noite. Enquanto isso, Mitchell e Cameron se reencontram com uma velha amiga. Participação Especial: Elizabeth Banks e Edward Norton |              |                      |                 |                                                                                       |                         |                  |                     |
| 9 | 9            | "Fizbo"              | Jason Winer     | Paul Corrigan & Brad Walsh                                                            | 25 de novembro de 2009  | 1ARG09           | 7.12                |
| Quando Phil e Claire dão uma festa para Luke, as coisas dão errado e isso leva a uma viagem para o pronto-socorro; Cameron decide se vestir como seu personagem palhaço Fizbo; Manny tem dificuldade em impressionar uma garota depois de ouvir o conselho de Jay. |              |                      |                 |                                                                                       |                         |                  |                     |
| 10 | 10           | "Undeck the Halls"   | Randall Einhorn | Dan O'Shannon                                                                         | 9 de dezembro de 2009   | 1ARG11           | 9.67                |
| Claire e Phil ameaçam cancelar o Natal quando as crianças se meterem em apuros; Cameron e Mitchell levam Lily para tirar sua primeira foto com o Papai Noel. |              |                      |                 |                                                                                       |                         |                  |                     |
| 11 | 11           | "Up All Night"       | Michael Spiller | Christopher Lloyd                                                                     | 6 de janeiro de 2010    | 1ARG10           | 10.22               |
| O pai de Manny o visita, Phil faz uma viagem ao hospital. Cameron e Mitchell disputam por uma técnica de paternidade. Participação especial: Benjamin Bratt |              |                      |                 |                                                                                       |                         |                  |                     |
| 12 | 12           | "Not in My House"    | Chris Koch      | Caroline Williams                                                                     | 13 de janeiro de 2010   | 1ARG08           | 7.83                |
| Gloria odeia a estátua do cachorro mordomo em tamanho real de Jay. Claire enlouquece quando pensa que Luke está olhando pornografia no computador, mas na verdade elas foram enviadas para Phil. Mitchell fica chateado com Cameron por ajudar outras pessoas demais. |              |                      |                 |                                                                                       |                         |                  |                     |
| 13 | 13           | "Fifteen Percent"    | Jason Winer     | Steven Levitan                                                                        | 20 de janeiro de 2010   | 1ARG12           | 9.83                |
| Mitchell convence Jay de que seu amigo pode ser gay. Claire tenta aprender como usar o controle remoto da TV. Manny tem um encontro às cegas. Participação especial: Chazz Palminteri e Kristen Schaal |              |                      |                 |                                                                                       |                         |                  |                     |
| 14 | 14           | "Moon Landing"       | Jason Winer     | Bill Wrubel                                                                           | 3 de fevereiro de 2010  | 1ARG13           | 9.19                |
| As coisas ficam um pouco estranhas para Jay e Cameron quando eles vão para a academia. Uma velha amiga do trabalho visita Claire. Gloria sofre um pequeno acidente de carro e Mitchell concorda em ser seu advogado. Participação especial: Minnie Driver |              |                      |                 |                                                                                       |                         |                  |                     |
| 15 | 15           | "My Funky Valentine" | Michael Spiller | Jerry Collins                                                                         | 10 de fevereiro de 2010 | 1ARG16           | 9.84                |
| Claire e Phil apimentam as coisas no Dia dos Namorados. Mitchell e Cameron ajudam Manny com um valentão. Jay e Gloria vão a um show de comédia stand-up. |              |                      |                 |                                                                                       |                         |                  |                     |
| 16 | 16           | "Fears"              | Reginald Hudlin | Steven Levitan                                                                        | 3 de março de 2010      | 1ARG18           | 8.01                |
| Phil e Luke vão para debaixo da casa. Haley passa no teste de motorista em sua terceira tentativa. Manny tenta superar seu medo de montanhas-russas. Lily diz sua primeira palavra - "Mamãe" - o que perturba Cameron e Mitchell. |              |                      |                 |                                                                                       |                         |                  |                     |
| 17 | 17           | "Truth Be Told"      | Jason Winer     | Joe Lawson                                                                            | 10 de março de 2010     | 1ARG17           | 8.95                |
| Phil encontra uma velha namorada no Facebook. Jay acidentalmente mata a tartaruga de Manny. Mitchell diz a verdade ao seu chefe. Participação especial: Judy Greer |              |                      |                 |                                                                                       |                         |                  |                     |
| 18 | 18           | "Starry Night"       | Jason Winer     | Danny Zuker                                                                           | 24 de março de 2010     | 1ARG15           | 9.18                |
| Claire e Phil adotam abordagens rivais para manter Haley e Luke focados em projetos que devem ser entregues no dia seguinte. A zombaria de Manny sobre Mitchell durante uma viagem com Jay causa tensão entre os três. Cameron tenta fazer as pazes com Gloria pelos encontros embaraçosos com uma noite fora em seu antigo bairro. |              |                      |                 |                                                                                       |                         |                  |                     |
| 19 | 19           | "Game Changer"       | Kevin Sullivan  | História por : Vanessa McCarthy & Joe Lawson Roteiro por : Joe Lawson, Alex Herschlag | 31 de março de 2010     | 1ARG21           | 9.51                |
| O dia do lançamento do iPad cai no aniversário de Phil, dando a Claire a oportunidade de finalmente conseguir um presente ideal para seu marido tecnófilo. Manny e Gloria se divertem às custas de Jay - um péssimo perdedor em jogos de tabuleiro - escondendo suas habilidades superiores de xadrez. Mitchell questiona sua capacidade de proteger sua família, enquanto sinais de interferência da babá eletrônica obrigam Cameron a intervir secretamente na vida amorosa de um casal vizinho.                |              |                      |                 |                                                                                       |                         |                  |                     |
| 20 | 20           | "Benched"            | Chris Koch      | Danny Zuker                                                                           | 14 de abril de 2010     | 1ARG20           | 8.88                |
| Phil e Jay têm uma série de encontros relacionados à autoridade e ao basquete. Mitchell conhece seu novo chefe (Justin Kirk), então ele e Cameron acidentalmente danificam sua Ferrari. Os filhos de Gloria e Claire exigem menos mimos. Participação especial: Justin Kirk |              |                      |                 |                                                                                       |                         |                  |                     |
| 21 | 21           | "Travels with Scout" | Seth Gordon     | Paul Corrigan & Brad Walsh                                                            | 28 de abril de 2010     | 1ARG14           | 10.01               |
| Claire fica desconfiada quando o pai de Phil (Fred Willard) aparece para uma visita inesperada. Manny fica traumatizado por um filme de terror. Cam preenche o vazio de um baterista na banda de Dylan. Participação especial: Fred Willard e Justin Kirk |              |                      |                 |                                                                                       |                         |                  |                     |
| 22 | 22           | "Airport 2010"       | Jason Winer     | Dan O'Shannon & Bill Wrubel                                                           | 5 de maio de 2010       | 1ARG19           | 9.48                |
| Gloria surpreende Jay com uma viagem ao Havaí para comemorar seu aniversário, mas ele não fica feliz em saber que a família inteira o está acompanhando. Quando todos chegam ao aeroporto, o caos segue com a identificação esquecida, falhas de segurança e fobias de voar. |              |                      |                 |                                                                                       |                         |                  |                     |
| 23 | 23           | "Hawaii"             | Steven Levitan  | Paul Corrigan & Brad Walsh                                                            | 12 de maio de 2010      | 1ARG23           | 10.34               |
| Os planos de Jay de não fazer nada além de relaxar nas férias são interrompidos por uma desagradável verificação da realidade. Enquanto isso, Phil tenta tornar a viagem romântica para Claire, Mitchell e Cameron discordam sobre se devem ir passear, e as crianças se metem em problemas. |              |                      |                 |                                                                                       |                         |                  |                     |
| 24 | 24           | "Family Portrait"    | Jason Winer     | Ilana Wernick                                                                         | 19 de maio de 2010      | 1ARG22           | 10.14               |
| Claire se esforça para tirar um novo retrato de família, mas todos estão ocupados demais para cooperar: Gloria e Manny vão com Phil e Alex a um jogo do Lakers e compartilham um momento estranho no telão, Cameron consegue um emprego como cantor de casamentos enquanto Mitchell cuida de Lily e de um pombo perdido, e Luke entrevista Jay para um projeto escolar. |              |                      |                 |                                                                                       |                         |                  |                     |

## Produção

### Conceito
Enquanto trabalhavam no escritório, Lloyd e Levitan contavam histórias sobre sua família e eles pensaram que poderia ser uma ideia de programa, e começaram a trabalhar em torno da ideia de uma família sendo observada em um programa de estilo mocumentário. Posteriormente, eles decidiram que seria um programa sobre três famílias e suas experiências. O programa foi originalmente chamado de My American Family. Originalmente, a equipe de filmagem do documentário fictício seria dirigida por um cineasta holandês fictício chamado Geert Floortje, que viveu com a família de Jay quando era um estudante adolescente de intercâmbio. A CBS, não pronta para usar o estilo de filmagem de uma câmera única, nem pronta para fazer outro grande compromisso, não aceitou a série. A NBC, já tendo dois programas de estilo semelhante (mocumentário), The Office e Parks and Recreation, decidiu não aceitar a série até que o sucesso das outras duas diminuísse. A ABC aceitou a série. A série rapidamente se tornou uma prioridade para a ABC depois que o episódio piloto foi testado com grupos de foco, resultando na rede pedindo 13 episódios e adicionando-os à programação de outono de 2009-2010 dias antes do anúncio oficial da programação da ABC.
A série recebeu a ordem de temporada completa em 8 de outubro de 2009. Em 12 de janeiro de 2010, o presidente da ABC Entertainment, Stephen McPherson, anunciou que Modern Family havia sido renovada para uma segunda temporada.

### Desenvolvimento
Lloyd-Levitan Productions e 20th Century Fox Television produziram a série durante a primeira temporada com os criadores do programa, Christopher Lloyd e Steven Levitan, como showrunners e produtores executivos. Lloyd e Levitan trabalharam anteriormente em Frasier, Wings, Just Shoot Me e The Wonder Years. Os escritores do programa incluem Paul Corrigan, Sameer Gardezi, Joe Lawson, Levitan, Lloyd, Dan O'Shannon, Brad Walsh, Caroline Williams, Bill Wrubel e Danny Zuker. A temporada também contou com episódios dirigidos por sete diretores diferentes. Modern Family contou tanto com uma "equipe de diretores", quanto com vários diretores freelance. Jason Winer dirigiu mais da metade dos episódios, incluindo a estreia da série e o final da temporada. Michael Spiller dirigiu dois episódios da primeira temporada. O co-criador da série, Steven Levitan, também dirigiu o penúltimo episódio, "Hawaii". A temporada também contou com dois diretores freelance, Kevin Sullivan e Reginald Hudlin.

### Casting

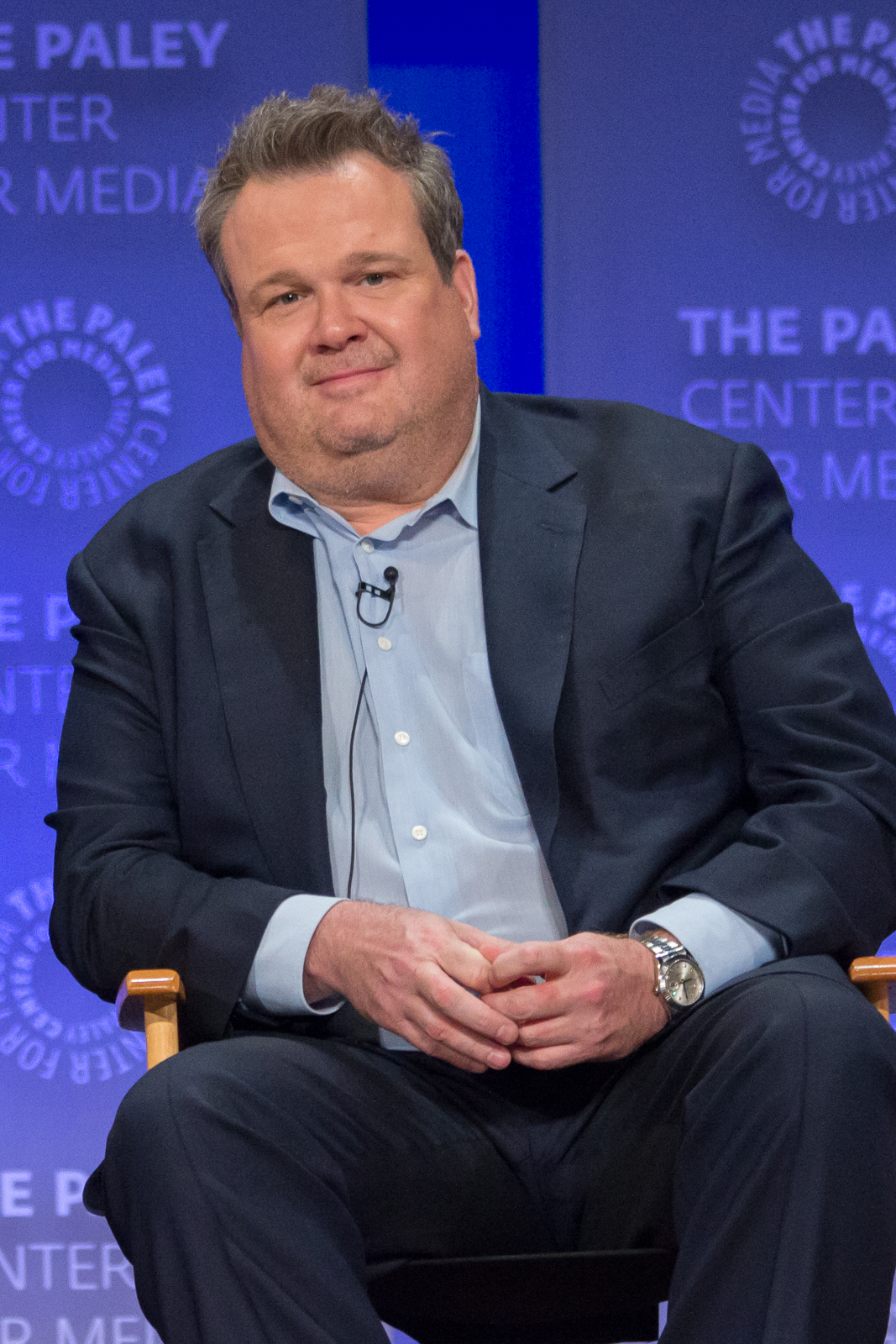
Eric Stonestreet, que interpreta Cameron Tucker, recebeu o Primetime Emmy Award por sua atuação.

Modern Family apresenta um ensemble cast. A série se concentra em Jay Pritchett (Ed O'Neill), sua filha Claire Dunphy (Julie Bowen) e seu filho Mitchell Pritchett (Jesse Tyler Ferguson), que moram em Los Angeles. Claire é uma dona de casa casada com Phil Dunphy (Ty Burrell); eles têm três filhos, Haley (Sarah Hyland), a adolescente típica, Alex (Ariel Winter), a inteligente filha do meio, e Luke (Nolan Gould), o excêntrico filho único. Jay é casado com uma colombiana muito mais jovem, Gloria (Sofía Vergara), e a está ajudando a criar seu filho pré-adolescente, Manny (Rico Rodriguez). Mitchell e seu parceiro Cameron Tucker (Eric Stonestreet) adotaram uma bebê vietnamita, Lily (as gêmeas Ella Hiller e Jaden Hiller). Ed O'Neill inicialmente havia perdido o papel para Craig T. Nelson, embora ele tenha sido escalado depois que Nelson recusou o papel devido a problemas de dinheiro. Também foi difícil para Julie Bowen, pois ela estava grávida de gêmeos durante as filmagens do episódio piloto. Eric Stonestreet teve que se esforçar mais para o papel de Cameron Tucker, devido a ele ser um ator desconhecido na época. Jesse Tyler Ferguson inicialmente fez o teste para o papel de Cameron, mas os produtores acharam que ele era mais adequado para Mitchell.
A temporada também contou com várias participações. A temporada contou com a primeira aparição de Fred Willard como o pai de Phil, Frank Dunphy, em dois episódios, "Undeck the Halls" e "Travels with Scout". Mais tarde, ele foi indicado ao 62º Primetime Emmy Awards de Melhor Ator Convidado em Série de Comédia, mas perdeu para a atuação de Neil Patrick Harris em Glee. Outros convidados especiais incluíram Elizabeth Banks e Edward Norton que apareceram no oitavo episódio, "Great Expectations" com ambas as performances recebendo críticas positivas. Shelley Long apareceu no quarto episódio da temporada como DeDe Pritchett, mãe de Claire e Mitchell e ex-mulher de Jay. Muitos críticos deram críticas positivas ao escalamento dela, com o escritor da Entertainment Weekly, Michael Slezak, chamando-o de "golpe de gênio".

## Recepção

### Resposta da crítica
Não havia nada de cínico nessa série, e o fato de finais felizes concluírem muitos dos episódios foi caloroso e convidativo, não provocando gemidos. Simplificando, Modern Family foi uma das melhores novas comédias da temporada.

Robert Canning
IGN
A primeira temporada foi recebida com críticas positivas unânimes. Recebeu uma pontuação 'aclamada pela crítica' do Metacritic de 86 em 100. Entertainment Weekly deu um A-, chamando-o de "...imediatamente reconhecível como a melhor nova sitcom do outono..." Na crítica da Time, o programa foi nomeado "a nova comédia familiar mais engraçada do ano." Também foi comparado à série de 1970 Soap, no que diz respeito ao aspecto da família múltipla, assim como Arrested Development. Alguns fizeram comparações com The Office e Parks and Recreation, devido aos seus formatos de mocumentário. BuddyTV nomeou o programa como o segundo melhor programa em 2009, dizendo "Todos os atores são fantásticos, toda família é interessante e, ao contrário de muitos programas, não há um elo fraco."
Robert Canning, do IGN, deu 8.9 à temporada dizendo que foi "ótimo" e que "Modern Family foi uma das melhores novas comédias da temporada." Ele também elogiou o elenco e os personagens chamando-os de amáveis. Jason Hughes, do TV Squad, nomeou o programa, juntamente com os outros programas do ABC Comedy Wednesday (The Middle e Cougar Town), como um dos melhores programas de 2009. A escritora do TV Squad, Allison Waldman, chamou a série de "superestimada", dizendo "é desconectada e desigual" e "As narrações piegas no final da maioria dos programas são curiosas." Também foi eleita a Melhor sitcom da temporada de TV pelo crítico da BuddyTV, John Kubicek. Ele também declarou: "Um elenco matador e os roteiros mais engraçados e inteligentes que a TV já viu em muito tempo ajudaram a tornar esta comédia iniciante não apenas o programa mais engraçado da TV, mas também o melhor." Uma pesquisa do Los Angeles Times disse que Modern Family iria ganhar o Primetime Emmy Award de Melhor Série de Comédia e bater o vencedor de três anos consecutivos 30 Rock. Ken Tucker do Entertainment Weekly classificou a temporada como a terceira melhor série de 2009, elogiando-a por encontrar seu tom tão rápido.
"Fizbo" recebeu críticas positivas dos críticos com muitos nomeando-o o melhor episódio da temporada. Ele ficou em 27º lugar na lista da BuddyTV dos 50 melhores episódios de 2009, chamando-o de "peça de conjunto perfeito". Robert Canning do IGN disse que o episódio "continuou sua tendência de episódios marcantes", enquanto o The A.V. Club chamou o episódio de "melhor episódio desde o primeiro par [de episódios]". Nolan Gould, que interpreta Luke Dunphy, o considera seu episódio favorito da série. O episódio foi mais tarde nomeado para o Primetime Emmy Award de Melhor Ator Coadjuvante em Série de Comédia pela atuação de Eric Stonestreet como Cameron Tucker e mais tarde venceu.
Modern Family atraiu críticas negativas de alguns setores por retratar Cameron e Mitchell como não sendo fisicamente afetuosos um com o outro. As críticas geraram uma campanha no Facebook para exigir que Mitchell e Cameron se beijassem. Em resposta à polêmica, os produtores divulgaram um comunicado de que um episódio da segunda temporada trataria do desconforto de Mitchell com demonstrações públicas de afeto. O produtor executivo Levitan disse que é uma pena que o problema tenha surgido, uma vez que os escritores do programa sempre planejaram tal cena "como parte do desenvolvimento natural do programa." O episódio, "The Kiss" eventualmente foi ao ar e atraiu elogios de vários críticos pela natureza sutil do beijo e se tornou o quarto episódio com maior audiência da série.

### Audiência
A temporada ficou em 21º lugar no grupo demográfico de 18 a 49 anos, com uma média de 3.9/10 no grupo demográfico, o que significa que a temporada foi assistida por uma média de 3.9% dos lares e uma média de 10% de todas as televisões estavam sintonizadas. A temporada também ficou em 36º lugar no total de espectadores, com uma média de 9.49 milhões de telespectadores. A temporada se tornou a terceira nova série com maior audiência, o segundo programa com script de maior audiência e a nova sitcom com maior audiência daquela temporada de transmissão. O penúltimo episódio, "Hawaii", foi o episódio com maior audiência da temporada com 4.3/11 na Nielsen ratings e na época foi o episódio com maior audiência da série. O episódio de menor audiência foi "Fizbo", que foi assistido por cerca de 7.12 milhões de telespectadores com uma classificação de 2.4/7, embora isso possa ter sido causado pelo episódio ter ido ao ar na véspera do Dia de Ação de Graças. A audiência cresceu no meio da temporada, apesar da competição contra o American Idol com dois episódios ("My Funky Valentine" e "Fifteen Percent") empatando com o piloto como o segundo episódio com maior audiência da temporada.
| №  | Título               | Exibição original       | Rating/share (18–49) | Audiência (em milhões) | DVR (18–49) | Audiência em DVR (milhões) | Total (18–49) | Audiência total (em milhões) |
| -- | -------------------- | ----------------------- | -------------------- | ---------------------- | ----------- | -------------------------- | ------------- | ---------------------------- |
| 1  | "Pilot"              | 23 de setembro de 2009  | 4.2/11               | 12.61                  | 0.6         | 1.15                       | 4.8           | 13.76                        |
| 2  | "The Bicycle Thief"  | 30 de setembro de 2009  | 3.8/10               | 9.99                   | 0.6         | 1.18                       | 4.4           | 11.18                        |
| 3  | "Come Fly with Me"   | 7 de outubro de 2009    | 3.4/9                | 8.82                   | 0.7         | N/A                        | 4.1           | N/A                          |
| 4  | "The Incident"       | 14 de outubro de 2009   | 3.6/10               | 9.35                   | 0.8         | 2.47                       | 4.4           | 10.64                        |
| 5  | "Coal Digger"        | 21 de outubro de 2009   | 3.4/9                | 8.66                   | 0.7         | N/A                        | 4.1           | N/A                          |
| 6  | "Run for Your Wife"  | 28 de outubro de 2009   | 3.7/9                | 9.32                   | 0.8         | N/A                        | 4.5           | N/A                          |
| 7  | "En Garde"           | 4 de novembro de 2009   | 3.5/9                | 8.77                   | N/A         | N/A                        | N/A           | N/A                          |
| 8  | "Great Expectations" | 18 de novembro de 2009  | 3.7/10               | 9.16                   | 0.8         | N/A                        | 4.5           | N/A                          |
| 9  | "Fizbo"              | 25 de novembro de 2009  | 2.4/7                | 7.12                   | N/A         | N/A                        | N/A           | N/A                          |
| 10 | "Undeck the Halls"   | 9 de dezembro de 2009   | 3.8/10               | 9.67                   | N/A         | N/A                        | N/A           | N/A                          |
| 11 | "Up All Night"       | 6 de janeiro de 2010    | 4.1/11               | 10.22                  | N/A         | N/A                        | N/A           | N/A                          |
| 12 | "Not in My House"    | 13 de janeiro de 2010   | 3.2/8                | 7.85                   | N/A         | N/A                        | N/A           | N/A                          |
| 13 | "Fifteen Percent"    | 20 de janeiro de 2010   | 4.2/11               | 9.83                   | N/A         | N/A                        | N/A           | N/A                          |
| 14 | "Moon Landing"       | 3 de fevereiro de 2010  | 3.9/11               | 9.19                   | 1.0         | N/A                        | 5.0           | N/A                          |
| 15 | "My Funky Valentine" | 10 de fevereiro de 2010 | 4.1/10               | 9.84                   | 1.1         | N/A                        | 5.3           | N/A                          |
| 16 | "Fears"              | 3 de março de 2010      | 3.5/9                | 8.08                   | 1.2         | N/A                        | 4.6           | N/A                          |
| 17 | "Truth Be Told"      | 10 de março de 2010     | 3.7/10               | 8.95                   | N/A         | N/A                        | N/A           | N/A                          |
| 18 | "Starry Night"       | 24 de março de 2010     | 3.7/10               | 9.18                   | 1.2         | N/A                        | 4.9           | N/A                          |
| 19 | "Game Changer"       | 31 de março de 2010     | 3.9/11               | 9.51                   | 1.1         | N/A                        | 5.0           | N/A                          |
| 20 | "Benched"            | 14 de abril de 2010     | 3.7/10               | 8.88                   | N/A         | N/A                        | N/A           | N/A                          |
| 21 | "Travels with Scout" | 28 de abril de 2010     | 4.2/12               | 10.01                  | N/A         | N/A                        | N/A           | N/A                          |
| 22 | "Airport 2010"       | 5 de maio de 2010       | 3.9/11               | 9.48                   | N/A         | N/A                        | N/A           | N/A                          |
| 23 | "Hawaii"             | 12 de maio de 2010      | 4.3/12               | 10.34                  | N/A         | N/A                        | N/A           | N/A                          |
| 24 | "Family Portrait"    | 19 de maio de 2010      | 4.2/12               | 10.14                  | 2.6         | N/A                        | 5.5           | N/A                          |

### Prêmios e indicações
A série foi indicada para vários prêmios, dos quais 10 foram ganhos. O primeiro deles foi Melhor Comédia Episódica para o "episódio piloto", empatando com Robert Carlock de 30 Rock por seu trabalho em "Apollo, Apollo" e Nova Série no Writers Guild of America Awards 2009. O episódio piloto também ganhou o prêmio de Melhor Realização em Série de Comédia e também o Young Artist Awards de Melhor Série de Comédia. A temporada também recebeu um Peabody Award. O programa foi mais tarde nomeado para 14 Primetime Emmy Awards, a terceira série com mais nomeações para o Emmy de uma série de comédia em 2009 depois de Glee e 30 Rock. A temporada mais tarde ganhou 6 das 14 indicações ao Emmy, incluindo o Primetime Emmy Award de Melhor Série de Comédia. A temporada também foi indicada para Melhor Direção de Série de Comédia pelo trabalho do co-criador Steven Levitan no penúltimo episódio, "Hawaii".

## Lançamento em DVD
| Modern Family – The Complete First Season | | | | | |
| Detalhes do DVD | Detalhes do DVD | Detalhes do DVD | Características Especiais | Características Especiais | Características Especiais |
| - 24 episódios - 4 discos - Áudio em Inglês (Dolby Digital 5.1 Surround) - Hard of Hearing - Legendas: Inglês - Legendas: Inglês, dinamarquês, norueguês, sueco | - 24 episódios - 4 discos - Áudio em Inglês (Dolby Digital 5.1 Surround) - Hard of Hearing - Legendas: Inglês - Legendas: Inglês, dinamarquês, norueguês, sueco | - 24 episódios - 4 discos - Áudio em Inglês (Dolby Digital 5.1 Surround) - Hard of Hearing - Legendas: Inglês - Legendas: Inglês, dinamarquês, norueguês, sueco | - Cenas Excluídas, Estendidas e Alternativas - Entrevistas de família excluídas - Gag Reel - Momentos Reais de Modern Family - Antes de Modern Family - Fizbo o Palhaço - Modern Family: Making of de "Family Portrait" - Modern Family: "Hawaii" | - Cenas Excluídas, Estendidas e Alternativas - Entrevistas de família excluídas - Gag Reel - Momentos Reais de Modern Family - Antes de Modern Family - Fizbo o Palhaço - Modern Family: Making of de "Family Portrait" - Modern Family: "Hawaii" | - Cenas Excluídas, Estendidas e Alternativas - Entrevistas de família excluídas - Gag Reel - Momentos Reais de Modern Family - Antes de Modern Family - Fizbo o Palhaço - Modern Family: Making of de "Family Portrait" - Modern Family: "Hawaii" |
| Datas de lançamento | | | | | |
| Região 1 | Região 1 | Região 2 | Região 2 | Região 4 | Região 4 |
| 21 de setembro de 2010 | 21 de setembro de 2010 | 4 de outubro de 2010 | 4 de outubro de 2010 | 3 de novembro de 2010 | 3 de novembro de 2010 |